# Amphoe Mueang Kanchanaburi
Amphoe Mueang Kanchanaburi (Thai อำเภอ เมืองกาญจนบุรี)  ist ein Landkreis (Amphoe – Verwaltungs-Distrikt) in der Provinz Kanchanaburi. Die Provinz Kanchanaburi liegt im äußersten Westen der Zentralregion von Thailand.

## Geographie
Benachbarte Distrikte (von Westen im Uhrzeigersinn):  Tanintharyi-Division in Myanmar sowie die Amphoe Sai Yok, Si Sawat, Bo Phloi, Tha Muang und Dan Makham Tia der Provinz Kanchanaburi und Amphoe Suan Phueng der Provinz Ratchaburi.

## Geschichte
Die Gegend war bereits in der Steinzeit ein Rückzugsraum für Angehörige der Hoabinhian-Kultur sowie Heimat für jungsteinzeitliche Bauern, wie Ausgrabungen bei Ban Kao gezeigt haben (siehe Khao-Talu-Höhle und Nationalmuseum Ban Kao).
Die Stadt (Mueang) Kanchanaburi wurde 1833 unter König Phra Nang Klao (Rama III.) an die jetzige Stelle verlegt (seinerzeit Pak Phraek genannt), nachdem sie Ende des 18. Jahrhunderts von den Birmanen weitgehend zerstört worden war. Vorher lag sie etwa 8 km nordwestlich des heutigen Standorts.
Im Jahr 1913 wurde Mueang Kanchanaburi zum Landkreis (Amphoe Mueang) der Provinz Kanchanaburi erhoben. Die Verwaltung befand sich zunächst in der Lak Mueang Road, Tambon Ban Nuea. Am 1. Oktober 1954 wurde sie an den heutigen Ort, der Sang Chuto Road im Tambon Pak Phraek, verlegt.

## Ausbildung
In Amphoe Mueang Kanchanaburi befindet sich die Rajabhat-Universität Kanchanaburi.

## Verwaltung

### Provinzverwaltung
Der Landkreis Mueang Kanchanaburi ist in 13 Tambon („Unterbezirke“ oder „Gemeinden“) eingeteilt, die sich weiter in 101 Muban („Dörfer“) unterteilen.
| Nr.  | Name        | Thai      | Muban | Einw.  |
| ---- | ----------- | --------- | ----- | ------ |
| 01.  | Ban Nuea    | บ้านเหนือ   | 0-    | 10.791 |
| 02.  | Ban Tai     | บ้านใต้     | 0-    | 06.417 |
| 03.  | Pak Phraek  | ปากแพรก   | 13    | 30.872 |
| 04.  | Tha Makham  | ท่ามะขาม   | 05    | 13.902 |
| 05.  | Kaeng Sian  | แก่งเสี้ยน   | 09    | 11.051 |
| 06.  | Nong Bua    | หนองบัว    | 08    | 11.303 |
| 07.  | Lat Ya      | ลาดหญ้า    | 07    | 27.820 |
| 08.  | Wang Dong   | วังด้ง      | 12    | 08.419 |
| 09.  | Chong Sadao | ช่องสะเดา  | 07    | 03.645 |
| 010. | Nong Ya     | หนองหญ้า   | 09    | 07.669 |
| 011. | Ko Samrong  | เกาะสำโรง | 09    | 08.756 |
| 013. | Ban Kao     | บ้านเก่า    | 15    | 13.284 |
| 016. | Wang Yen    | วังเย็น     | 07    | 05.707 |

### Lokalverwaltung
Es gibt eine Kommune mit „Stadt“-Status (Thesaban Mueang) im Landkreis:
- Kanchanaburi (Thai: เทศบาลเมืองกาญจนบุรี) bestehend aus den kompletten Tambon Ban Nuea, Ban Tai und den Teilen der Tambon Pak Phraek, Tha Makham sowie Teile des Tambon Tha Lo aus dem benachbarten Amphoe Tha Muang.

Es gibt fünf Kommunen mit „Kleinstadt“-Status (Thesaban Tambon) im Landkreis:
- Tha Makham (Thai: เทศบาลตำบลท่ามะขาม) bestehend aus Teilen des Tambon Tha Makham.
- Kaeng Sian (Thai: เทศบาลตำบลแก่งเสี้ยน) bestehend aus Teilen des Tambon Kaeng Sian.
- Lat Ya (Thai: เทศบาลตำบลลาดหญ้า) bestehend aus Teilen des Tambon Lat Ya.
- Nong Bua (Thai: เทศบาลตำบลหนองบัว) bestehend aus Teilen des Tambon Nong Bua.
- Pak Phraek (Thai: เทศบาลตำบลปากแพรก) bestehend aus Teilen des Tambon Pak Phraek.

Außerdem gibt es neun „Tambon-Verwaltungsorganisationen“ (องค์การบริหารส่วนตำบล – Tambon Administrative Organizations, TAO)
- Kaeng Sian (Thai: องค์การบริหารส่วนตำบลแก่งเสี้ยน) bestehend aus Teilen des Tambon Kaeng Sian.
- Nong Bua (Thai: องค์การบริหารส่วนตำบลหนองบัว) bestehend aus Teilen des Tambon Nong Bua.
- Lat Ya (Thai: องค์การบริหารส่วนตำบลลาดหญ้า) bestehend aus Teilen des Tambon Lat Ya.
- Wang Dong (Thai: องค์การบริหารส่วนตำบลวังด้ง) bestehend aus dem kompletten Tambon Wang Dong.
- Chong Sadao (Thai: องค์การบริหารส่วนตำบลช่องสะเดา) bestehend aus dem kompletten Tambon Chong Sadao.
- Nong Ya (Thai: องค์การบริหารส่วนตำบลหนองหญ้า) bestehend aus dem kompletten Tambon Nong Ya.
- Ko Samrong (Thai: องค์การบริหารส่วนตำบลเกาะสำโรง) bestehend aus dem kompletten Tambon Ko Samrong.
- Ban Kao (Thai: องค์การบริหารส่วนตำบลบ้านเก่า) bestehend aus dem kompletten Tambon Ban Kao.
- Wang Yen (Thai: องค์การบริหารส่วนตำบลวังเย็น) bestehend aus dem kompletten Tambon Wang Yen.